# Busano
Busano (piemontesisch Busan) ist eine Gemeinde in der italienischen Metropolitanstadt Turin (TO), Region Piemont.

## Lage und Einwohner
Busano liegt 37 kn nördlich von Turin und hat 1595 Einwohner (Stand 31. Dezember 2023). Zur Gemeinde gehören die Fraktionen (Frazioni) Pomata und Grangiasa. Die Gemeinde liegt im Canavese auf einer Höhe von 317 m über dem Meeresspiegel und umfasst eine Fläche von 5,05 km².
Die Nachbargemeinden sind Rivara, San Ponso, Favria, Barbania, Vauda Canavese, Oglianico, Front und Valperga.

## Sehenswürdigkeiten

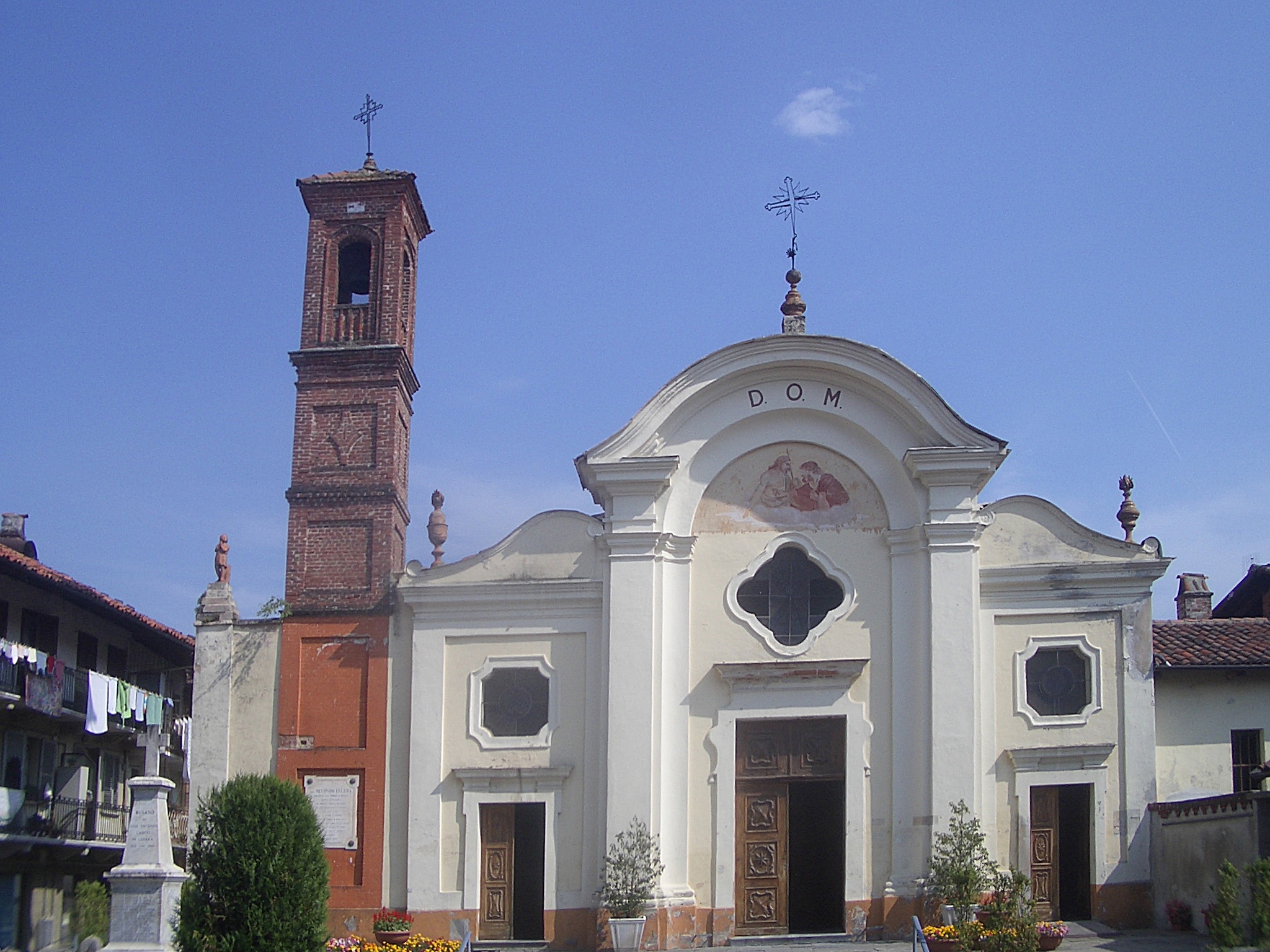
Kirche von Busano

- Die Kirche San Tommaso aus dem 16. Jahrhundert